# Rutidea tenuicaulis
Espèce
Rutidea tenuicaulis est une espèce de plantes décrites par Kurt Krause appartenant au genre Rutidea.